# Lisa Scholander-Boon
Karin Elisabeth "Lisa" Scholander-Boon, född 4 maj 1890 i Stockholm, död 7 maj 1925, var en svensk sångerska. Hon var dotter till bildhuggaren och Bellmantolkaren Sven Scholander och hans hustru Lotten von Bahr.
Lisa Scholander var musikaliskt begåvad och började framträda offentligt redan som ung. Hon uppträdde ofta tillsammans med sin far, och blev den första kvinnan som tolkade Bellman på scen i Sverige. Tillsammans for de på turné till Java (då en del av Holländska Ostindien), och åter i Europa 1921 ingick Lisa Scholander äktenskap med sjökapten Wilko Jacob Boon som fört fartyget på hennes resa till Asien. Lisa Scholander dog i Nederländerna 1925.